# 호세 라몬 사우토
호세 라몬 사우토 우르타도(스페인어: José Ramón Sauto Hurtado; 1912년 9월 12일, 멕시코 시 ~ 1994년 4월 16일, 마드리드 주 마드리드)는 멕시코의 축구 선수로, 1930년대에서 1940년대까지 레알 마드리드에서 미드필더로 활약했다. 그는 레알 마드리드에서 활약한 최초의 멕시코인이다. 그의 현역 시절 중간에 스페인 내전으로 중단된 적이 있다.

## 경력
1933년 12월 17일, 그는 레알 마드리드가 베티스에게 0-1로 패한 경기에서 레알 마드리드 신고식을 치렀다. 그는 레알 마드리드 소속으로 6년을 활약하면서 137경기에 출전했다. 그는 두 차례 머랭 군단의 주장을 맡기도 하였다.

## 레알 마드리드 통계
| 구단                 | 시즌                      | 리그 | 리그 | 국내컵 | 국내컵 | 국제컵 | 국제컵 | 합계 | 합계 |
| 구단                 | 시즌                      | 출장 | 골   | 출장   | 골     | 출장   | 골     | 출장 | 골   |
| -------------------- | ------------------------- | ---- | ---- | ------ | ------ | ------ | ------ | ---- | ---- |
| 레알 마드리드 스페인 | 1933/34, 1935/36, 1939/44 | 97   | 0    | 28     | 0      | 18     | -      | 143  | 0    |